# Font de la Canaleta (el Meüll)
La Font de la Canaleta és una font del terme municipal de Castell de Mur, en territori del poble del Meüll, de l'antic municipi de Mur, al Pallars Jussà.
Està situada a 1.032 m d'altitud, al sud-est del Meüll, al sud i sota de l'extrem occidental de la Serra del Meüll. És al sud de Casa la Rosa, a uns 200 metres de distància. El pla d'ordenació urbanística municipal (POUM) del 2008 preveu d'utilitzar-la, junts amb la Font de l'Hort de la Rosa per alimentar un dipòsit per a l'abastament en aigua potable del Meüll.